# Vincent Herbert
Vincent Vince Herbert (Newark, 27 de janeiro de 1969), mais conhecido pelo nome artístico Vincent Herbert, é um compositor, produtor musical, executivo musical e fundador da Streamline Records, um selo da gravadora Interscope Records nascido nos Estados Unidos.

## Vida pessoal
Ele é o marido da cantora Tamar Braxton, com quem se casou em 2008. As duas estrelas no reality show Tamar & Vince. Durante março de 2013, apareceu no Good Morning America, Tamar fez o anúncio feliz que ela e seu marido, Vince, estavam esperando seu primeiro filho. Em 6 de junho de 2013, Tamar deu à luz um menino, chamado Logan Vincent Herbert.